# Судова реформа в УСРР (1922)
Судова реформа в УСРР 1922 року — здійснений в УСРР з початком НЕПу та втіленням в життя курсу на революційну законність, комплекс заходів на вдосконалення діяльності органів правосуддя.

## Передумови
У 1921 році як засіб відновлення виснаженої війною та революцією національної економіки був введений НЕП. Судова система до реформи 1922—1929 років через складність (правосуддям керували 11 установ) та той факт, що суд в основному використовується як каральна установа вона вже не відповідала умовам НЕПу. Нова судова система передбачалась простішою у матеріальному і процесуальному аспектах, більш наближеною й доступною до громадськості. Ще одна можлива мотивація — перспективи міжнародного співробітництва для радянського уряду: «У переговорах, які провадила радянська дипломатія… однією з… вимог було — встановлення всередині країни міцних юридичних відносин».
В першу чергу суд зобов'язувався стояти «на сторожі інтересів трудящих мас», «не обмежуватися формальним підходом до розгляду справи». Від апеляційної інстанції як «зайвої судової інстанції» вирішено було відмовитись. Хоча реформа судової системи готувалась до умов мирного часу, суд, у насамперед, позиціонувався як «орган … диктатури трудящих».
Це випливало з настанов В. І. Леніна про суд як типовий прояв примусу і придушення.
М. Скрипник, у свою чергу, підкреслював, що «поділу влад у державі немає, і Ради об'єднують у собі владу як судову, так і адміністративну». Крім того, як і сама влада, суд мав стати «класовим» і «упередженим».

## Правова основа
Основа реформи — Положення про судоустрій УСРР, затверджене ВУЦВК 16 грудня 1922 року.

## Суть реформи
1. Створювалася трирівнева система судових установ: народний суд, губернський суд, Найвищий Суд УСРР (аналог Верховного Суду (України)) та його колегії замість двох паралельних систем — народних судів і революційних трибуналів.
2. Утворювалось 22 березня 1922 року Державне політичне управління УСРР — орган дізнання, вже без судових функцій, замість Всеукраїнської надзвичайної комісії.
3. Започатковано Постановою ВУЦВК від 17 серпня 1922 систему т.з. надзвичайних сесій при губернських ревтрибуналах (до 1 листопада 1922 — при їх військових відділеннях, а після затвердження Положення про судоустрій — при губернських судах), де в особливому порядку розглядалися справи про контрреволюційні та деякі інші злочини.
4. Тимчасово зберігались спеціальні суди для розгляду інших категорій: земельні комісії, арбітражні комісії, військово-транспортні трибунали, особливі трудові сесії народних судів.
5. Засновано органи адвокатури (Положення ВУЦВК про адвокатуру, від 2 жовтня 1922) й прокуратури (Положення ВУЦВК про прокурорський нагляд від 28 червня 1922).
6. Заборонено управлінським структурам на місцях втручатися до справ судової влади (постанова ВУЦВК «Про взаємовідносини судових і адміністративних органів влади» від 9 серпня 1922).
7. Організовано короткострокові юридичні курси для підготовки до роботи нових кадрів за нових умов (постанова УСРР від 26 грудня 1922)[5].

## Подальші пов'язані зміни
Згодом прийнято:
1. Положення «Про кабінети науково-судової експертизи» (затверджене РНК УСРР 10 червня 1923);
2. «Про розвантаження і поліпшення місць позбавлення волі» від 15 серпня 1923;
3. постанови ВУЦВК «Про особисту недоторканність прокурорів, суддів і слідчих» від 3 січня 1923 і від 21 січня 1924.
4. деякі інші акти на розвиток реформи[5].

## Оцінки реформи
Чи не найсуттєвіший недолік — заперечення апеляційної інстанції — «зайвої судової тяганини», примат політсвідомості над юридичною грамотністю, ігнорування порушення прав людини і громадянина у виправних і концтаборах..
При цьому реформа відрізнялась масштабом і ефективністю.
Насамперед високо оцінюються створення нових органів юстиції та законодавства, тимчасова демократизація держави.
Деякі результати принесли спрощення судової системи та підвищення її ефективності, вчасне прийняття дієздатних процесуальних актів, послідовність виконання заявлених завдань, просвіта населення, підвищення кваліфікації кадрів та постійне вдосконалення норм судової системи і Положення про судоустрій. Судова реформа забезпечила успіх НЕПу, подолання наслідків Першої світової війни та Громадянської війни, революцій та голоду.
Практика розробки та впровадження судової реформи 1922—1929 рр. довела важливість систематизації, послідовності проведення та поступового коректування, а також те, що успіх судової реформи залежить від успіху внутрішньої політики країни, яка є її невід'ємною частиною. Без демократичної судової влади справжня демократія та економічне процвітання в країні неможливі.
Незважаючи на всі недоліки, вжиття заходів щодо наближення суду до людей та усунення судової бюрократії допомогло досягти позитивних результатів.